# معركة كلودين
معركة كلودين كانت المواجهة النهائية في ثورة اليعاقبة وجزء من حرب أهلية دينية في بريطانيا. في 16 أبريل 1746، هزمت قوات اليعاقبة بقيادة تشارلز إدوارد ستيوارت بشكل حاسم من قبل القوات الموالية للتاج البريطاني بقيادة ويليام أغسطس دوق كمبرلاند قرب إنفرنيس في المرتفعات الاسكتلندية.
كان تشارلز أكبر أبناء جيمس ستيوارت، من بيت ستيوارت المُطالب بأحقّيته في العرش البريطاني. انطلاقًا من اعتقاده وجودَ مناصرين له في كل من اسكتلندا وإنجلترا، رسا تشارلز بقواربه على ساحل اسكتلندا في يوليو من عام 1745، وبعد تجميع جيش من مناصري اليعاقبة الاسكتلنديين، استولى على إدنبرة بحلول سبتمبر. استدعت الحكومة البريطانية 12,000 جندي من جنودها في القارة الأوروبية لمواجهة الانتفاضة: توغل غزو اليعاقبة إنجلترا حتى وصلوا إلى ديربي قبل الانسحاب، معبّئين نسبة معتبرة من المجندين الإنجليز في صفوفهم.
سعى اليعقابة إلى توطيد سيطرتهم على اسكتلندا، مدفوعين ببعض الدعم الفرنسي العسكري المحدود، إذ واجهوا مع بداية عام 1746 جيشًا حكوميًا كبير العدد. على الرغم من تحقيق اليعاقبة انتصارًا مهزوزًا في فالكيرك، لم ينتج عن ذلك تغيير لواقع الحال الاستراتيجي: ساهمت في ذلك عدة عوامل منها نقص الإمدادات والتمويل لدى اليعاقبة مقابل إعادة الإمداد والتنظيم المستمرين في صفوف البريطانيين تحت إمرة دوق كمبرلاند، ابن الملك البريطاني جورج الثاني، وبذلك لم يكن أمام قادة اليعاقبة خيار سوى الاستمرار بالقتال. في النهاية، التقى الجيشان المتحاربان في كلودن، في منطقة منحت الغَلَبة لقوات كمبرلاند المتفوقة عدديًا والتي نالت قسطًا كافيًا من الراحة قبل المعركة. استغرقت المعركة ساعة واحدة فقط، تمخضت عن هزيمة نكراء دامية لليعاقبة: سقط في صفوفهم 1500 إلى 2000 بين قتيل وجريح، بينما تكبدت قوات الحكومة 300 قتيل وجريح. على الرغم من بقاء 5000 إلى 6000 من اليعاقبة مسلحين في اسكتلندا، اتخذت قيادتهم قرار حل القوات، فنجم عن ذلك انتهاء الانتفاضة فعليًا.
ما تزال معركة كلودن ونتائجها تستثير مشاعر قوية. على الرغم من منح جامعة غلاسكو دوقَ كمبرلاند الدكتوراه الفخرية، يصر العديد من المعلقين المعاصرين على أن نتائج المعركة وحملة القمع اللاحقة لمناصري اليعاقبة كانت وحشية، استحق بسببها دوق كمبرلاند لقب «السفاح». في ما بعد، عمدت الجهود الحكومية إلى دمج المرتفعات الاسكتلندية المتخلفة نسبيًا ضمن مملكة بريطانيا العظمى؛ وعُمِد إلى فرض العقوبات المدنية لتقويض نظام القبائل الاسكتلندية الذي أمد اليعاقبة بالوسائل اللازمة لحشد سريع لجيش يحارب في صفهم.

## خلفية
في عام 1714، توفيت الملكة آن، آخر ملوك عائلة ستيوارت، دون وجود أبناء لها على قيد الحياة. وفقًا لبنود مرسوم التسوية للعام 1701، خلفها على العرش ابن عمها جورج الأول من بيت هانوفر، والذي كان سليل عائلة ستيوارت من جهة جدته لأمه، إليزابيث، ابنة الملك جيمس السادس والأول. على الرغم من ذلك، دعم الكثيرون، وخصوصًا في اسكتلندا وأيرلندا، مطالبة جيمس، الأخ غير الشقيق لآن، بالعرش، والذي أُقصيَ عن الخلافة بمقتضى مرسوم التسوية بسبب ديانته الرومانية الكاثوليكية.
في 23 يوليو عام 1745، رست قوارب ابن جيمس، تشارلز إدوارد ستيوارت، في إريسكي في الجزر الغربية، في محاولة منه لإعادة عرش بريطانيا العظمى إلى والده، ورافقه «رجال مويدارت السبعة». نصحه العديد من مناصريه الاسكتلنديين بالعودة إلى فرنسا، ولكن نجاحه في إقناع دونالد كاميرون من لوتشيل بمعاونته شجع الكثيرين على الالتزام والانخراط في الانتفاضة التي أُطلِقت في غلينفينان في 19 أغسطس. دخل جيش اليعاقبة إلى إدنبرة في 17 سبتمبر، وفي اليوم التالي، أُعلن عن تنصيب جيمس ملكًا على اسكتلندا. بعد انضمام العديد من المجندين إلى صفوفهم، تمكن اليعاقبة من إلحاق هزيمة شاملة بقوات الحكومة في معركة بريستنبانس في 21 سبتمبر. استدعت الحكومة في لندن دوق كمبرلاند، أصغر أبناء الملك وقائد الجيش البريطاني في فلاندرز، مع 12,000 جندي من قواته.